# Les Arnauds
Les Arnauds (in origine Arnaud) è attualmente una frazione del comune di Bardonecchia, ma fino al primo quarto del XIX secolo era comune a sé stante. Essa è sita tra l'abitato del comune di Bardonecchia e la frazione di quest'ultimo, Melezet, in direzione nord-sud, e tra la sinistra orografica del torrente di Valle Stretta e la strada provinciale n. 216 Bardonecchia-Valle Stretta, in direzione est-ovest. Il nome deriva probabilmente da quello di un'antica famiglia del luogo, gli Arnaud.

## Monumenti
- Parrocchiale di San Lorenzo
Si tratta di una piccola chiesa, già parrocchia autonoma, ampliamento secentesco (1613)[3] della precedente chiesa parrocchiale ed ora facente parte della Parrocchia che riunisce le frazioni di Les Arnauds, Melezet, Millaures e Rochemolles. Con il piano del pavimento sito sotto il livello stradale, contiene una pregevole ancona, opera degli artigiani intagliatori del Melezet, ed un fonte battesimale del 1632 in pietra, opera dello scultore locale Anthoine le Ourcellet, che vi ha raffigurato il martire Lorenzo sulla graticola e stemmi vari.
- Cappella del Coignet
Cappella dedicata alla Madonna, poche decine di metri sopra il torrente di Valle Stretta, sul versante opposto a quello ov'è sito l'abitato della frazione. Contiene pregevoli affreschi quattrocenteschi sia al suo interno che all'esterno. Questi ultimi raffigurano la Madonna Annunziata, San Cristoforo e Sant'Antonio abate, mentre all'interno, fra gli altri, vi sono una Deposizione dalla Croce, la Visitazione di Maria a Santa Elisabetta e un vescovo mitrato in trono sorreggente il capo di San Giovanni il Battista. La cappella fu contesa a lungo fra Les Arnauds e Melezet ed infine attribuita a quest'ultima (allora parrocchia)[4]

## Impianti sciistici
Les Arnauds è dotata di piste da sci alpino che stanno fra quelle del Colomion e quelle di Melezet, formando con esse un unico comprensorio di piste fra loro direttamente collegate: quello del Colomion-Las Arnauds-Melezet.  Gli impianti di risalita sul territorio della frazione sono due:
- Seggiovia Les Arnauds, biposto, 993 m di lunghezza e 300 circa di dislivello
- Sciovia del Clos, 1546 m di lunghezza e 475 circa di dislivello, raggiunge il punto più alto a 2180 m s.l.m.

## Immagini di Les Arnauds

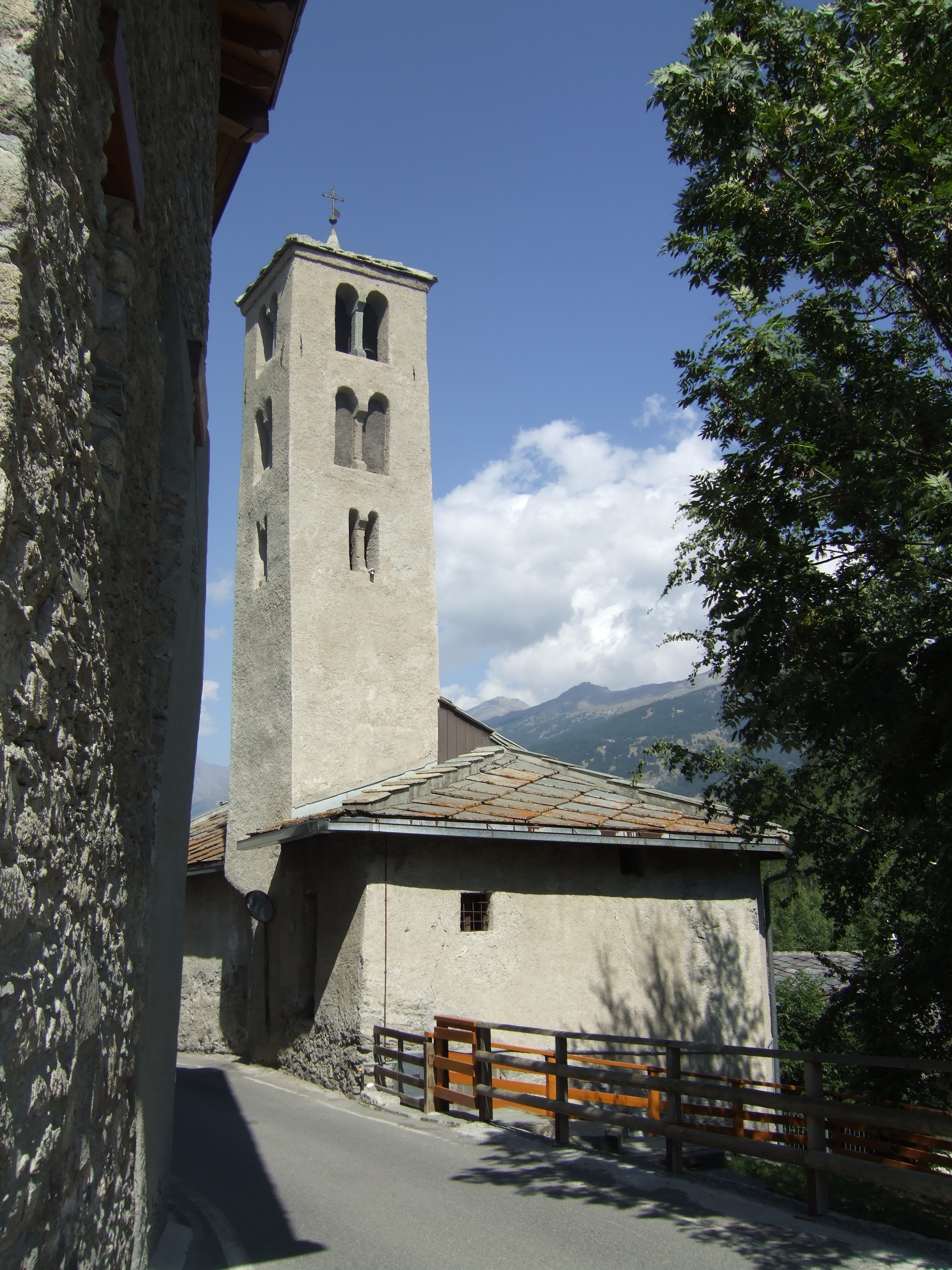
Il campanile della chiesa di San Lorenzo a les Arnauds
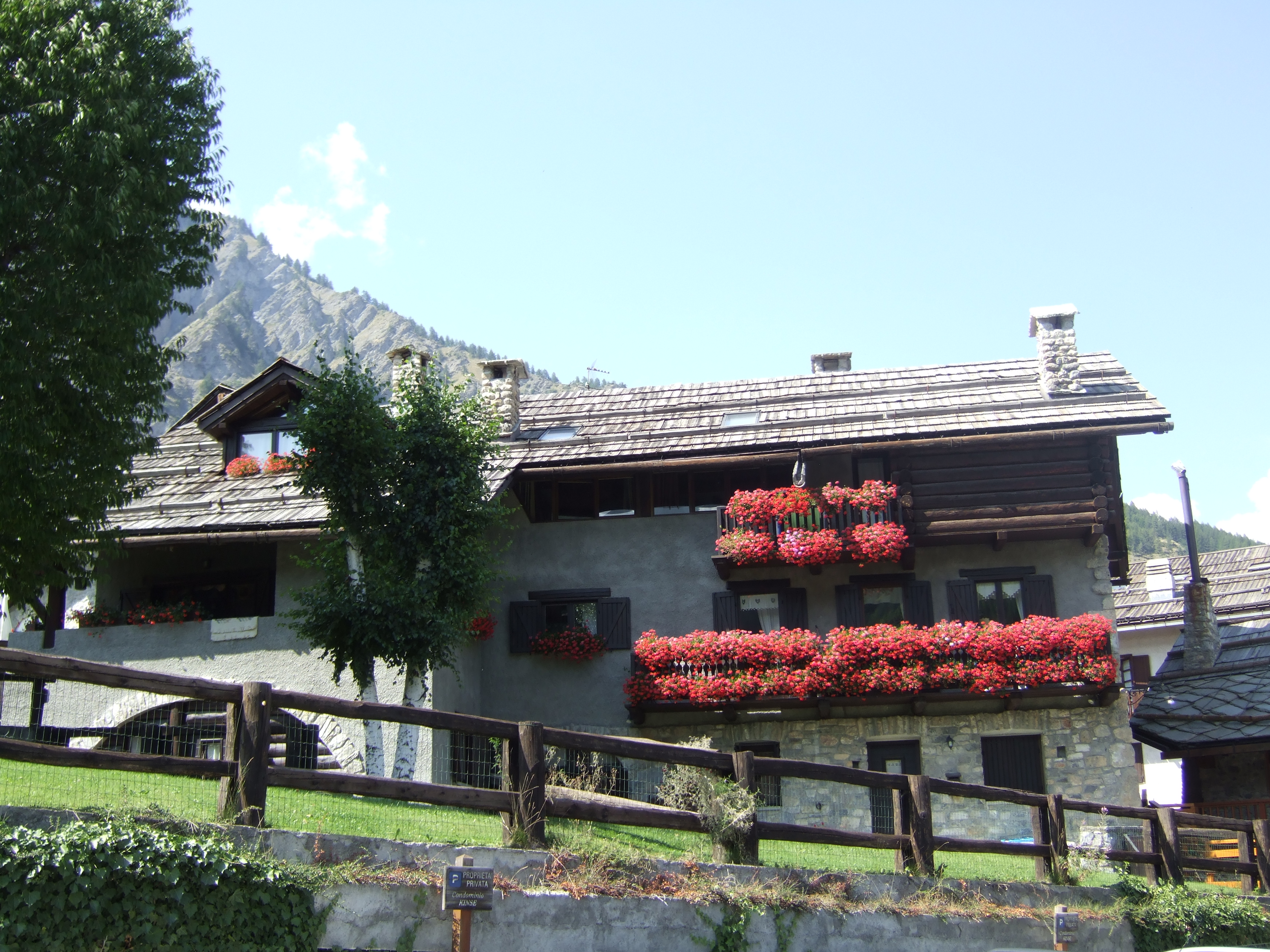
Una casa caratteristica di Les Arnauds
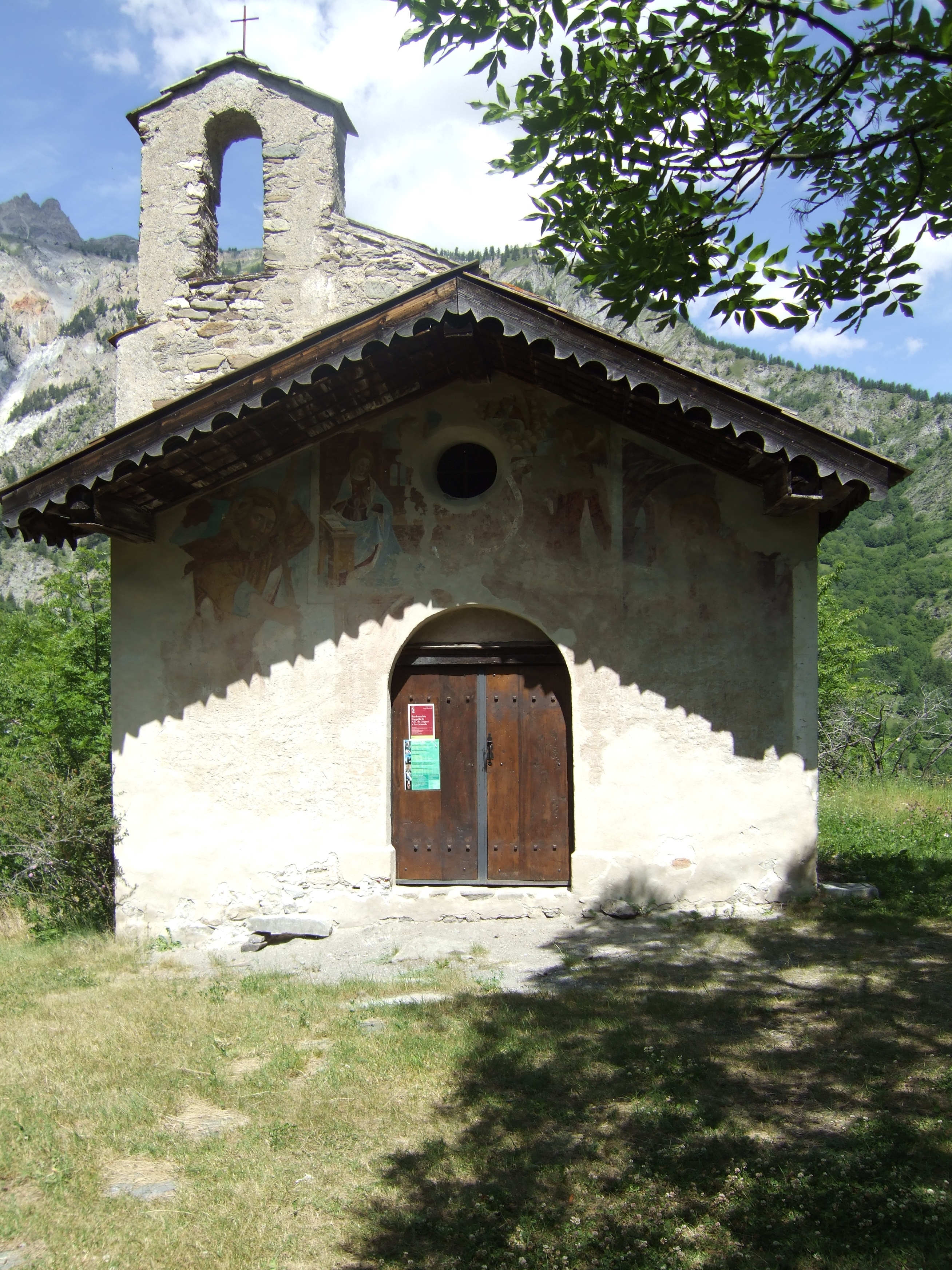
La Cappella del Coignet
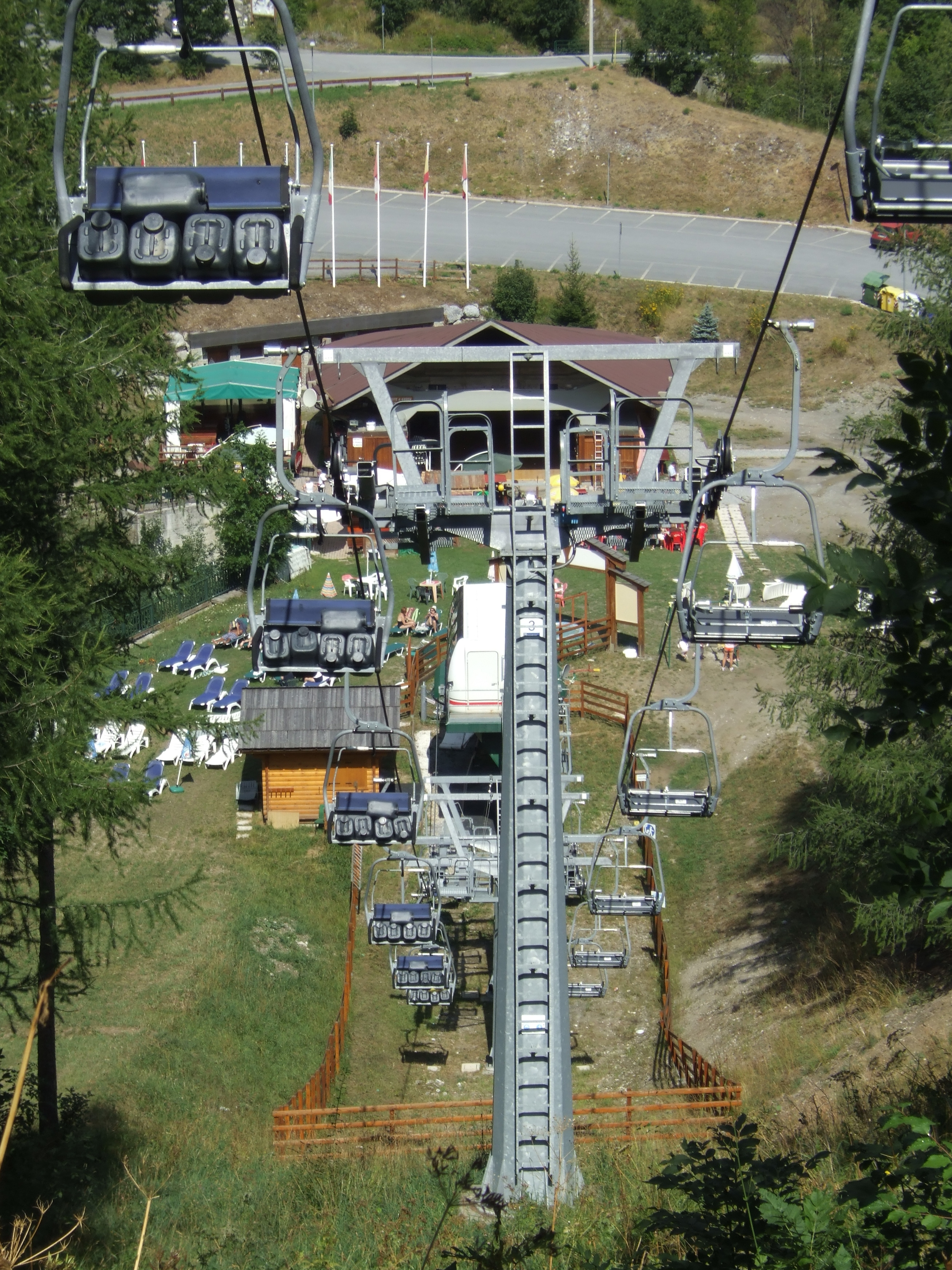
La seggiovia Les Arnauds